# TJ Sokol Těšetice
TJ Sokol Těšetice (celým názvem: Tělovýchovná jednota Sokol Těšetice) byl československý klub ledního hokeje, který sídlil v obci Těšetice v Severomoravském kraji. V sezóně 1957/58 se klub zúčastnil poprvé v klubové historii 2. československé ligy. Ve skupině B klub ovšem skončil na poslední deváté příčce.

## Přehled ligové účasti
Stručný přehled
Zdroj: 
- 1949–1950: Oblastní soutěž – sk. E1 (2. ligová úroveň v Československu)
- 1950–1951: Oblastní soutěž – sk. G (2. ligová úroveň v Československu)
- 1955–1957: Oblastní soutěž – sk. C (3. ligová úroveň v Československu)
- 1957–1958: 2. liga – sk. B (2. ligová úroveň v Československu)
- 1958–1959: Oblastní soutěž – sk. E (3. ligová úroveň v Československu)

Jednotlivé ročníky
Zdroj: 
Legenda: ZČ - základní část, červené podbarvení - sestup, zelené podbarvení - postup, fialové podbarvení - reorganizace, změna skupiny či soutěže
| Československo (1949 – 1959) |                          |           |          |                                       |               |
| Sezóny                       | Soutěž                   | Úroveň    | ZČ       | Play-off, nadstavba, sk. o udržení... | Poznámky      |
| 1949/50                      | Oblastní soutěž – sk. E1 | 2. úroveň | 2. místo |                                       | Změna skupiny |
| 1950/51                      | Oblastní soutěž – sk. G  | 2. úroveň | 5. místo |                                       | Reorganizace  |
| ...                          |                          |           |          |                                       |               |
| 1955/56                      | Oblastní soutěž – sk. C  | 3. úroveň | 3. místo |                                       |               |
| 1956/57                      | Oblastní soutěž – sk. C  | 3. úroveň | 1. místo |                                       | Postup        |
| 1957/58                      | 2. liga – sk. B          | 2. úroveň | 9. místo |                                       | Sestup        |
| 1958/59                      | Oblastní soutěž – sk. E  | 3. úroveň | 5. místo |                                       | Sestup        |